# Котава
Котава — запропонована допоміжна мова (IAL), пов'язана з принципами культурної нейтральності. Назва перекладається як «мова всіх і кожного», що для спільноти мовців Котави означає пізнання її за «гуманістичне і універсальне починанням, утопічне і реалістичне». Мова найпоширеніша у франкомовних країнах, а більшість навчальних матеріалів є на французькій мові.

## Історія
Котава була створена канадкою Старен Фетці, яка почала створювати мову в 1975 році та підставі своїх досліджень інших допоміжних мов. Мову вперше представили в 1978 році, а в 1988 і 1993 роках дві великі зміни. З тих пір мова унормувалася, а лексика становить понад 17 000 основних слів. У 2005 році був сформований комітет із семи членів, які займаються розвитком мови.
Її мета — створити штучну мову, не пов'язану з жодним культурним контекстом.Це мало бути досягнуто методом:
- простої й обмеженої фонетичної системи, зрозумілою для більшості людей;
- простої і ційком повноцінної граматики, що відображала б граматику більшості мов світу;
- виразною морфологією, у якій кожна морфема має добре описану і унікальну функцію;
- лексикою, яка апріорі, не надає переваги жодній мові;
- набором основних коренів, які є чітко визначеними і не міститимуть омонімів.

## Мовні властивості

### Класифікація
Як штучна апріорна мова, Котава не пов'язана з жодною мовою, ні з живою ні з штучною. Порядок слів є довільним, але теперішня практика надає перевагу такій послідовності: додаток-підмет-присудок (OSV). Усі підмети і додатки повинні доповнюватися за допомогою прийменників. Існує також нововедення, що стосуюсться сполучників і прийменників (тобто система місцевих прийменників).

### Правопис
Котава пишеться латинською абеткою, але без використання літер H і Q. Літеру H, яку раніше використовували лише для палатизації L, M і N, була вилучена і замінена літерою Y у всіх відмінках. У ньому не використовується система діакритичних знаків, за винятком гострого наголосу.

## Приклад
Молитва "Отче наш"
| Котава                              | Українська                          |
| ----------------------------------- | ----------------------------------- |
| Cinaf Gadik koe kelt tigis,         | Отче наш, Ти, що єси на небесах,    |
| Rinaf yolt zo tutumtar,             | нехай святиться ім’я Твоє,          |
| Rinafa gazara artfir,               | нехай прийде царство Твоє,          |
| Rinafa kuranira                     | нехай буде воля Твоя,               |
| moe tawava lidam kelt zo askir.     | як на небі, так і на землі.         |
| Va vieleaf beg pu cin re zilil      | Хліб наш насущний дай нам сьогодні; |
| va kota cinafa kantara ixel         | і прости нам провини наші,          |
| dum pu bagesik dere ixev.           | як і ми прощаємо винуватцям нашим;  |
| Ise gu zoenuca va cin me levplekul, | і не введи нас у спокусу,           |
| Volse gu rote va cin tunuyal.       | але позбав нас від лукавого.        |